# Zmowa mężczyzn
Zmowa mężczyzn – powieść Jarosława Iwaszkiewicza wydana w 1930 roku. 

## Postacie

### Władek Sawicki
Pracuje w firmie budowlanej "Szmit i Sawicki". Mimo że jest zakochany w Reginie, za jej namową bierze ślub z Alinką. Kiedy Władek otrzymuje od męża Reginy synekurę w Paryżu i dowiaduje się o interesie Towarzystwa Budowy Kanału, postanawia nie wracać do Polski i zostawia żonę, której nigdy nie kochał, licząc na miłość jej macochy.
Władek wierzy w siłę pieniądza i głównie ten powód zatrzymuje go w Paryżu. Dopiero po upadku interesu zdaje sobie sprawę z bezsensowności swoich poczynań.

### Alinka Sawicka
Córka szambelana Kamińskiego, która wychodzi za Władka Sawickiego, nie wiedząc o romansie Władka i Reginy. Chociaż jej choroba coraz bardziej daje się we znaki, wyjeżdża do Francji, żeby spotkać się z mężem. Jednak do tego spotkania nigdy nie dochodzi. Alinka, zamiast walczyć o swoje szczęście, popada w całkowitą apatię. Nie liczy już na powrót Władka, a w końcu domyśla się jego zdrady. Alinka odrzuca każdą szansę na wyjście z wewnętrznego marazmu i w tym należałoby widzieć jej ostateczną klęskę.

### Regina Cook
Znana śpiewaczka operowa. Z pieniędzy swojego męża zakłada w Paryżu teatr "Henri IV". Jest macochą Alinki, która przyczyniła się do jej ślubu. Podkochuje się we Władku, proponuje mu ulokować pieniądze w Towarzystwie Budowy Kanału, trzymając go jednocześnie z dala od siebie. Kiedy oszustwo Herschera wychodzi na jaw, jej cały majątek przepada. Uwielbia się bawić mężczyznami, z pasją prowadzi swój teatr, ale nigdy nie zostaje szczęśliwą kobietą. Nie widząc szans w Europie, wyjeżdża do swojego męża do Stanów.

### Henryk Kurek
Henryk dość nieoczekiwanie odnajduje swoje powołanie. Jego decyzja spotyka się z negatywną reakcją otoczenia, zwłaszcza brata Lucjana. Po święceniach stara się być wzorowym kapłanem. Działa charytatywnie, pomagając Agacie w prowadzeniu zakładu dla ociemniałych i zatrudniając w nim Alinkę. Po serii swoich kazań O niepokoju ludzkim dochodzi do wniosku, że jego nawrócenie miało związek z nieuświadomioną miłością do Alinki. Nie zaprzestaje jednak służby i wspiera Alinkę do jej ostatnich dni.

### Tadeusz Szmit
Jest dobrym przyjacielem Władka, debiutującym pianistą, który pobierał nauki u swojej nauczycielki Dyzi. Początkowo traktuje swój talent i sukces z dystansem, chociaż w rozmowach z Władkiem zdaje się nie myśleć o niczym innym. Dopiero później wykonuje swoją pracę mechanicznie, żeni się z Anitą, mimo że od dawna podkochiwała się w nim Dyzia. Muzyka jest dla Tadeusza sposobem na zwalczenie własnego niepokoju i tylko poprzez nią potrafi dać upust swoim emocjom.

## Opis fabuły

### I-IX
Władek i Alinka biorą ślub w Sandomierzu. Pół godziny przed ślubem Władek informuje ojca, że chce odwołać ślub, ponieważ nie kocha Alinki i od dawna romansował z jej macochą. Ojciec jednak strofuje syna i próbuje zbagatelizować problem. Alinka zachodzi po jakimś czasie w ciążę. Niedługo potem dowiaduje się, że jest chora i musi przejść operację. W jej wyniku traci swoje dziecko, co odciska piętno na jej psychice. Regina przyjeżdża w międzyczasie do Kielc i namawia Władka do wyjazdu do Paryża, ponieważ jej mąż znalazł dla niego dobrze płatną pracę. Kokietuje go, kiedy odwiedza ją w domu, dając pozory swojej dawnej miłości.

### X-XIX
Władek otrzymuje stanowisko we francuskiej gazecie "Gazette du Sahara". Na miejscu uczestniczy w międzynarodowym kongresie Towarzystwa Budowy Kanału Transsaharyjskiego, którego akcjonariuszem jest gazeta, w której pracuje Władek. Celem Towarzystwa jest wybudowanie kanału biegnącego przez Saharę, który przyczyniłby się do zamiany piekącej pustyni na ogród. Regina oświadcza Władkowi, że sprzedała jego papiery wartościowe towarzystwu i prosi go o ich kontrolę. Mówi też o swoim planie założenia własnego teatru w Paryżu. Organizuje premierowe występy z udziałem fińskiego tancerza Nikko Aino.

### XX-XXIX
Władek postanawia jechać do Monte Carlo. Alinka decyduje się w końcu na wyjazd do męża. Nie zastaje go na stacji kolejowej, chociaż wcześniej wysłała do niego telegram. W domu pani Rolland poznaje jej syna Marcela, który występuje w kabarecie. Młody mężczyzna zakochuje się w Alince bez pamięci, ale po doświadczonym zawodzie miłosnym postanawia popełnić samobójstwo przez przedawkowanie narkotyków. W międzyczasie do Władka dociera wiadomość o zamknięciu "Gazette du Sahara" i aresztowaniu jej dyrektora. W drodze do Awinionu Władek wraz z Nikko Aino ulegają wypadkowi samochodowemu.

### XXX-XL
Ksiądz Kurek zachęca Alinkę do gry w tenisa na welodromie. Prosi też o pomoc przy opiece nad niewidomymi dziećmi. Alinka opiera się, ostatecznie jednak się zgadza. Czyta dzieciom książki i gazety i pomaga w zorganizowaniu wieczoru choinkowego. Stan zdrowia Alinki pogarsza się. Przewlekła gruźlica wyniszcza jej organizm. Ksiądz Kurek udziela jej ostatniej spowiedzi, stara się ją pocieszyć i daje nadzieje na powrót męża, chociaż wie, że sytuacja jest beznadziejna. Alinka pisze do Władka list z prośbą o przyjazd. Władek zgadza się, tym bardziej że firma "Szmit i Sawicki" stoi u progu bankructwa. Ma szansę porozmawiać z nią jeszcze po raz ostatni.

## Problematyka
Powieść Iwaszkiewicza opowiada o ludziach żyjących w wewnętrznym niepokoju. Jego podłoże stanowią niezaspokojone pragnienia, które drążą w człowieku pustkę. Każdy bohater powieści wypełnia tę pustkę w inny sposób. Władek chce zarobić jak najwięcej pieniędzy, Tadeusz poświęca się grze na fortepianie, Lucjan uprawia sport, a Henio wstępuje do seminarium. Nie zawsze próba zwalczenia pustki ma pozytywny wymiar: Marysia chce się otruć, Piotruś popada w pijaństwo, Marcel odbiera sobie życie, a Alinka obojętnieje wobec świata. To właśnie ona mówi na łożu śmierci o zmowie mężczyzn.

Czasem mi się zdaje, że rozwiązałam tajemnicę życia. Rozwiązało ją wiele kobiet. Myślę, że wy, mężczyźni, zmówiliście się pomiędzy sobą. Niepokoicie świat waszym szukaniem. Robicie wynalazki, tworzycie religie, nauczacie, poświęcacie, mówicie o sztuce, tworzycie sztukę. Chcecie w nas wmówić, że człowiek się zmienia. Staje się inny. Odrywacie go od spokoju.

Alinka wierzy zatem w utopijną wizję świata, w której każdy człowiek jest pozbawiony pragnień. Bo to właśnie ciągłe poszukiwania są źródłem cierpień. Mężczyźni próbują odkrywać i zmieniać świat, ale w dalszym ciągu są bezradni wobec śmierci. Życie na ziemi pełne niepokoju wydaje się dla niej nie mieć żadnego sensu. Alinka zdaje sobie sprawę, że tak naprawdę nic nie jest w stanie przynieść człowiekowi upragnionej ulgi i spokoju. Inną postawę przyjmuje właśnie ksiądz Kurek, który mówi w czasie swoich kazań zainspirowanych tytułem ogłoszenia De l'inquietude humaine o Bogu i miłości, która jest w istocie jedynym środkiem na spokój człowieka.